# Ryńsk (gromada)
Ryńsk – dawna gromada, czyli najmniejsza jednostka podziału terytorialnego Polskiej Rzeczypospolitej Ludowej w latach 1954–1972.
Gromady, z gromadzkimi radami narodowymi (GRN) jako organami władzy najniższego stopnia na wsi, funkcjonowały od reformy reorganizującej administrację wiejską przeprowadzonej jesienią 1954 do momentu ich zniesienia z dniem 1 stycznia 1973, tym samym wypierając organizację gminną w latach 1954–1972.
Gromadę Ryńsk z siedzibą GRN w Ryńsku utworzono – jako jedną z 8759 gromad na obszarze Polski – w powiecie wąbrzeskim w woj. bydgoskim, na mocy uchwały nr 24/16 WRN w Bydgoszczy z dnia 5 października 1954. W skład jednostki weszły obszary dotychczasowych gromad Ludowice, Ryńsk i Trzciano oraz wieś Przydwórz (bez osiedla Michałki) z dotychczasowej gromady Przydwórz ze zniesionej gminy Ryńsk w tymże powiecie. Dla gromady ustalono 23 członków gromadzkiej rady narodowej.
31 grudnia 1959 do gromady Ryńsk włączono obszar zniesionej gromady Orzechowo w tymże powiecie.
1 stycznia 1969 z gromady Ryńsk wyłączono wieś Sierakowo, włączając ją do gromady Kowalewo w powiecie golubsko-dobrzyńskim w tymże województwie.
Gromada przetrwała do końca 1972 roku, czyli do kolejnej reformy gminnej.